# Samarinești (gmina)
Samarinești – gmina w Rumunii, w okręgu Gorj. Obejmuje miejscowości Băzăvani, Boca, Duculești, Larga, Samarinești, Țirioi, Valea Bisericii, Valea Mică i Valea Poienii. W 2011 roku liczyła 1739 mieszkańców.